# Белинский, Франтишек
Францишек Белинский (1683 — 8 октября 1766, Варшава) — государственный деятель Речи Посполитой, чашник великий коронный (1713), подскарбий Прусской земли (1714), воевода хелминский (1725—1732), маршалок надворный коронный (1732—1742), маршалок великий коронный (1742—1766), староста мальборкский, ковалевский, тухольский, черский, бродницкий, гарволинский, пильзновский, осецкий, груецкий, юрборкский, мираховский, лаутенбургский и рогатинский.

## Биография
Представитель польского дворянского рода Белинских герба «Юноша». Старший сын маршалка великого коронного Казимира Людвика Белинского (ум. 1713) и Людвики Марии Морштын (ум. 1730). Младший брат — чашник великий коронный, подскарбий Прусской земли и воевода хелминский Михаил Виктор Белинский (? — 1746).
Франтишек Белинский стал известен тем, что он заботился о порядке в Варшаве и строго следил за соблюдением юридического статуса польского короля Августа II, беспощадно боролся с преступностью и надзирал за спокойствием в королевской резиденции. В 1713 году получил должность чашника великого коронного, в 1714 году был назначен подскарбием Прусской земли. В 1722 году был избран послом (депутатом) на сейм. Он возглавлял работы по расширению и перестройке польской столицы. В 1725 году Франтишек Белинский был назначен воеводой хелминским. В 1730 году был награждён Орденом Белого орла. В том же году передал принадлежавшее ему юрборкское староство князьям Чарторыйским.
С 1742 года возглавил комиссию по строительству дорог в столице. В 1757 году основал под Варшавой юридику Белино и проложил Маршалковскую улицу в столице.
Во время правления Августа III Веттина Франтишек Белинский был членом старореспубликанской партии. В 1732 году получил должность подскарбия надворного, а в 1742 году был назначен подскарбием великим коронным.
5 февраля 1752 года Франтишек Белинский подписал документ для Острува-Велькопольского, в котором разрешал создание в городе первой пожарной команды в Речи Посполитой.
В 1750-х годах Франтишек Белинский встал на сторону шляхты в её споре с римско-католической церковью. При его поддержке черская и ливская шляхта получила независимость от церковного суда по вопросам земельной собственности. Позднее это право было распространено и на дворянство в остальных поветах Речи Посполитой.
Первоначально маршалок великий коронный Франтишек Белинский был сторонником партии Чарторыйских, затем перешел на сторону гетманской партии. 7 мая 1764 года подписал манифест, в котором заявлял о незаконности проведения сейма в присутствии русских войск.

## Семья
В 1730 году Франтишек Белинский женился на Доротее Генриетте Пржебендовской (1682—1785), единственной дочери великого подскарбия коронного Яна Ежи Пржебендовского (1638—1729) и Маргариты Елизаветы фон Флемминг (1664—1728), вдове воеводы новогрудского, князя Яна Николая Радзивилла (1681—1729). Брак был бездетным.